# Tartrate de diéthyle
Le tartrate de diéthyle est un composé organique, le diester d'éthyle de l'acide tartrique. Comme le tartrate de diéthyle possède deux atomes de carbone chiraux et possède un plan de symétrie, il existe sous la forme de trois isomères, une paire d'énantiomères, (R,R)-(+)-L-, la forme naturelle de numéro CAS 87-91-2 et le (S,S)-(–)-D- de numéro CAS 13811-71-7, qui forme le racémique RR,SS de numéro CAS 57968-71-5, et un isomère méso qui est achiral, le (R,S)- de numéro CAS 21066-72-8.
Le tartrate de diéthyle, en combinaison avec l'isopropoxyde de titane, est utilisé comme catalyseur chiral in situ dans l'époxydation de Sharpless .